# Fikri Elma
Fikri Elma (né à Ankara le 1er janvier 1934 et mort dans la même ville le 15 novembre 1999) est un joueur de football turc, évoluant au poste d'attaquant.
Lors de la saison 1961-1962 du championnat de Turquie de football, il termine meilleur buteur en ayant inscrit 21 buts en 34 matchs de championnat.

## Biographie
Fikri Elma a notamment joué durant sa carrière dans le club de la capitale turque d'Ankara Demirspor, et est surtout connu pour avoir fini meilleur buteur du championnat de Turquie en 1961–62,.
Elma est un des meilleurs buteurs de l'histoire du football turc avec pas moins de 128 buts inscrits en championnat.
Il meurt à Ankara le 15 novembre 1999 et est enterré à Karşıyaka près d'Izmir.